# Ramna
Ramna is een Roemeense gemeente in het district Caraș-Severin.
Ramna telt 1630 inwoners.